# Urophora digna
Urophora digna
 es una especie de insecto díptero. Richter lo describió científicamente por primera vez en el año 1975.
Esta especie pertenece al género Urophora de la familia Tephritidae.